# Spiel des Wissens
Das Spiel des Wissens ist ein 1984 auf den deutschen Markt gebrachtes Quiz mit Würfelspiel-Elementen. Ziel des Spiels ist es, durch Beantwortung von Fragen unterschiedlicher Kategorien die Felder des Planetensystems zu durchschreiten, um letztendlich als erster Spieler den fiktiven Planeten Galaxia zu erreichen.

## Geschichte
Das Spiel erschien zuerst auf Englisch als I.Q. 2000. Es erschien dann bei Playtoy Industries 1984 eine Pop Music Trivia Edition, 1987 eine Rock Trivia Edition sowie eine kanadische Ausgabe (IQ 2000 Trans Canada Trivia Game). MB lizenzierte das Spiel von Playtoy Industries und I.Q. 2000 Products und verlegte es dann 1984 auf Englisch als Game of Knowledge sowie in anderen Sprachen (deutsch: Spiel des Wissens, niederländisch: 'N Kwestie van Weten). 1995 wurde Game of Knowledge mit einem anderen Layout (ohne Planetensystem) bei University Games verlegt. Seit 1998 wird das Spiel des Wissens in Deutschland von Jumbo vertrieben.

## Ausstattung
Das Spiel besteht aus einem Spielbrett, das eine vereinfachte Darstellung des Sonnensystems zeigt.
Es gibt Karten mit Fragen zum Allgemeinwissen und Karten mit Fragen zu Spezialthemen. Sechs Spezialthemen werden sechs Planeten zugeordnet:
- Mars – Märchen und Geschichten
- Jupiter – Helden und Schurken
- Saturn – Cartoons und Fernsehen
- Uranus – Wort- und Sprachspiele
- Neptun – Tiere und Pflanzen
- Pluto (auch wenn er seit 2006 offiziell nicht mehr als Planet zählt) – Sport und Spiel

Die Planeten Merkur und Venus sind auf dem Spielplan nicht eingezeichnet, da sie näher an der Sonne liegen als die Erde.
Außerdem enthält das Spiel sechs Spielfiguren und sogenannte Planetenringe in den sechs Planetenfarben (Mars=rot, Jupiter=gelb, Saturn=blau, Uranus=grün, Neptun=orange und Pluto=lila).

## Spielablauf
Der Spieler würfelt und rückt seine Spielfigur entsprechend der gewürfelten Augenzahl auf dem Spielweg vor bis in den Weltraum. Landet ein Spieler auf einem spitzen Feld, so muss er eine Frage aus dem Allgemeinwissen beantworten. Antwortet er richtig, geht das Spiel weiter. Antwortet er falsch, bleibt der Spieler auf dem Feld stehen und der Durchgang ist beendet. Der nächste Spieler ist an der Reihe.
Erreicht ein Spieler ein Meteor-Feld, muss er eine Frage aus dem entsprechenden Spezialthema beantworten. Bei richtiger Antwort rückt er zwei Felder vor und würfelt erneut. Antwortet er falsch, muss er zwei Felder zurückgehen und der Durchgang ist beendet.
Erreicht ein Spieler einen Planeten, muss er in jedem Fall anhalten, unabhängig davon, ob dies mit genauer Augenzahl geschieht oder nicht. Auf dem Planeten wird dem Spieler eine Spezialfrage gestellt. Antwortet er richtig, erhält er einen Planetenring der Farbe des erreichten Planeten. Der Planetenring wird um die Spielfigur gelegt und der Spieler spielt weiter oder beendet seinen Durchgang. Bei falscher Antwort muss er sieben Felder zurück und der Durchgang ist beendet.
Der Spieler, der zuerst alle Planetenringe gesammelt hat und den fiktiven Planeten „Galaxia“ erreicht hat, ist der Gewinner des Spiels.

## Kommentar und Kritik
Das Spiel stellt eine Mischung aus Glücksspiel und Wissensabfrage dar. Der teilweise zu geringe Schwierigkeitsgrad und die Unterscheidung in A- und B-Fragen für Kinder und Erwachsene sind gleichermaßen Stärke und Schwäche des Spiels. Der geringe Schwierigkeitsgrad kann das Spiel für Erwachsene schnell langweilig werden lassen, die Differenzierung zwischen A- und B-Fragen macht das Spiel wiederum attraktiv als Familienspiel, da Kinder nicht durch das höhere Bildungsniveau der Erwachsenen benachteiligt werden.